# O Lucky Man!
O Lucky Man! är en brittisk svart dramakomedifilm, med inslag av fantasy, från 1973 i regi av Lindsay Anderson. Manuset skrevs av David Sherwin, löst baserat på romanen Candide av Voltaire. Filmen är del två i en trilogi, som inleddes med If.... (1968) och avslutades med Brittiska sjukan (1982).
O Lucky Man! hade biopremiär i Storbritannien den 20 juni 1973.

## Handling
Den godtrogne Mick Travis (Malcolm McDowell) åker runt i England på jakt efter jobb, men han blir gång på gång lurad och utnyttjad av de han träffar.

## Medverkande (i urval)
Många av de medverkande spelade flera roller.
| Malcolm McDowell | – Michael Arnold "Mick" Travis / Plantation thief                                             |
| Ralph Richardson | – Monty / Sir James Burgess                                                                   |
| Rachel Roberts   | – Gloria Rowe / Madame Paillard / Mrs Richards                                                |
| Arthur Lowe      | – Mr Duff / Charlie Johnson / Dr Munda                                                        |
| Helen Mirren     | – Patricia / casting call receptionist                                                        |
| Graham Crowden   | – Dr Millar / Professor Stewart / Meth drinker                                                |
| Dandy Nichols    | – Tea lady in military installation                                                           |
| Peter Jeffrey    | – Factory chairman / Prison governor                                                          |
| Mona Washbourne  | – Neighbour / Usher / Sister Hallett                                                          |
| Philip Stone     | – Jenkins / Interrogator / Salvation Army major                                               |
| Mary MacLeod     | – Mrs Ball / Salvationist / Vicar's wife                                                      |
| Wallas Eaton     | – John Stone (Coffee Factory) / Col. Steiger / Prison warder / Meths drinker / Film executive |
| Warren Clarke    | – MC at Wakefield Club / Warner / Male nurse                                                  |
| Bill Owen        | – Superintendent Barlow / Inspector Carding                                                   |
| Geoffrey Palmer  | – Examination doctor / Basil Keyes                                                            |
| James Bolam      | – Attenborough / Examination Doctor                                                           |
| Alan Price       | – himself                                                                                     |
| Jeremy Bulloch   | – Crash victim / Experimental patient / Sign guy                                              |
| Anna Dawson      | – Becky                                                                                       |